# Giovanni Maria Barbieri
Giovanni Maria Barbieri (Modena, 1519 – Modena, 9 marzo 1574) è stato un filologo italiano, che inoltre ricoprì la carica di cancelliere e cerimoniere del comune di Modena.

## Biografia
Nel 1538 seguì Ludovico II Pico in Francia e alla corte di Francesco I studiò il francese e il provenzale. Tornato in Italia nel 1545, si dedicò alla vita politica della sua città, diventando nel 1560 cancelliere. Si occupò di riordinare l'Archivio della Comunità e coniò il motto Avia Pervia che campeggia nello stemma comunale.
La sua opera di studioso passa attraverso le ricerche sulla storia e la poesia medievali, che sono state raccolte nell'Arte del Rimare (pubblicato per la prima volta a Modena nel 1790 per volontà di Girolamo Tiraboschi). Questo trattato sancisce la nascita della filologia romanza, in quanto Barbieri indaga sui rapporti tra i primi poeti italiani, provenzali, francesi e spagnoli. Ricerca e studia i canzonieri e delinea la storia della poesia delle lingue neolatine. A lui spetta, tra gli altri, lo speciale merito di avere tramandato, mantenendone inalterata l'originaria veste linguistica, due canzoni (Pir meu cori alligrari di Stefano Protonotaro e S'iu truvassi Pietati di Re Enzo) della Scuola siciliana, trascritte da un certo "libro siciliano", oggi perduto.
Inoltre il suo lavoro sarebbe stato ancora più importante se ci fossero pervenuti la Cronaca Modenese e i sei volumi che contenevano i suoi studi sulla poesia provenzale, fino a quel momento quasi dimenticata malgrado avesse influenzato profondamente la scuola siciliana e molti altri poeti dell'Italia settentrionale.

## Opere
- Giovanni Maria Barbieri, Dell'Origine della poesia rimata, Modena, Presso la Società tipografica, 1790, LCCN 16004284.